# Nicolaes Woutersz van der Meer

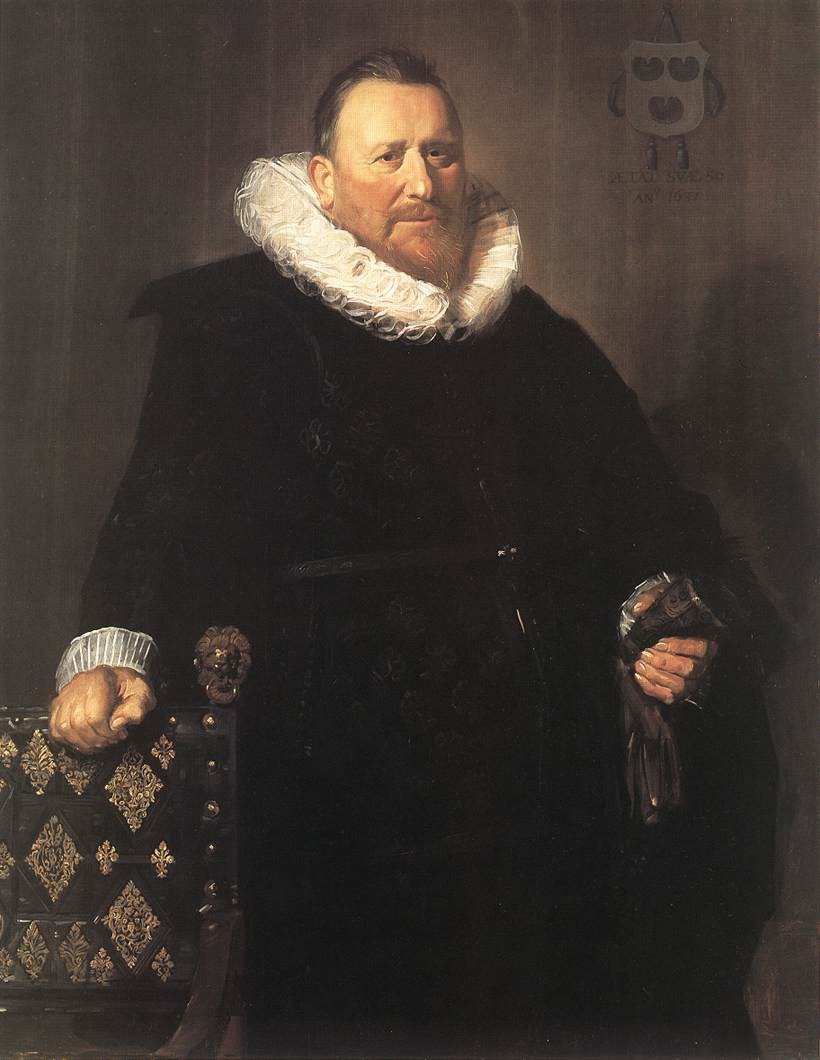
Nicolaes Woutersz van der Meer in 1631

Nicolaes Woutersz van der Meer (1575 – 1666), was een Nederlandse brouwer, magistraat en burgemeester van Haarlem, bekend van zijn portret met zijn vrouw Cornelia Claesdr Voogt, beiden geschilderd door Frans Hals in 1631.

## Biografie
Hij werd geboren als zoon van Wouter Claes Woutersz en Maria Adriaensdr van der Meer. Aanvankelijk heette hij Nicolaes Woutersz. Later voegde hij zijn moeders achternaam bij zijn titel. In 1607 werd hij lid van het Haarlemse regentschap. In 1619 werd hij lid van de Admiraliteit van Amsterdam, en in 1622 werd hij een vertegenwoordiger van de Staten-Generaal van Nederland voor Haarlem.

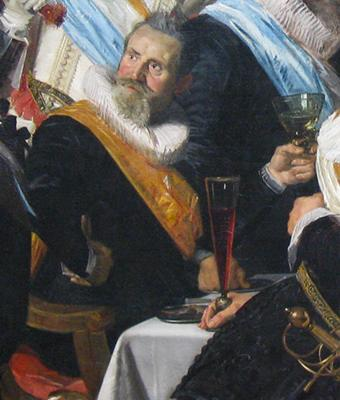
Willem Claesz Vooght als kolonel in Hals' 1627 schutterstuk
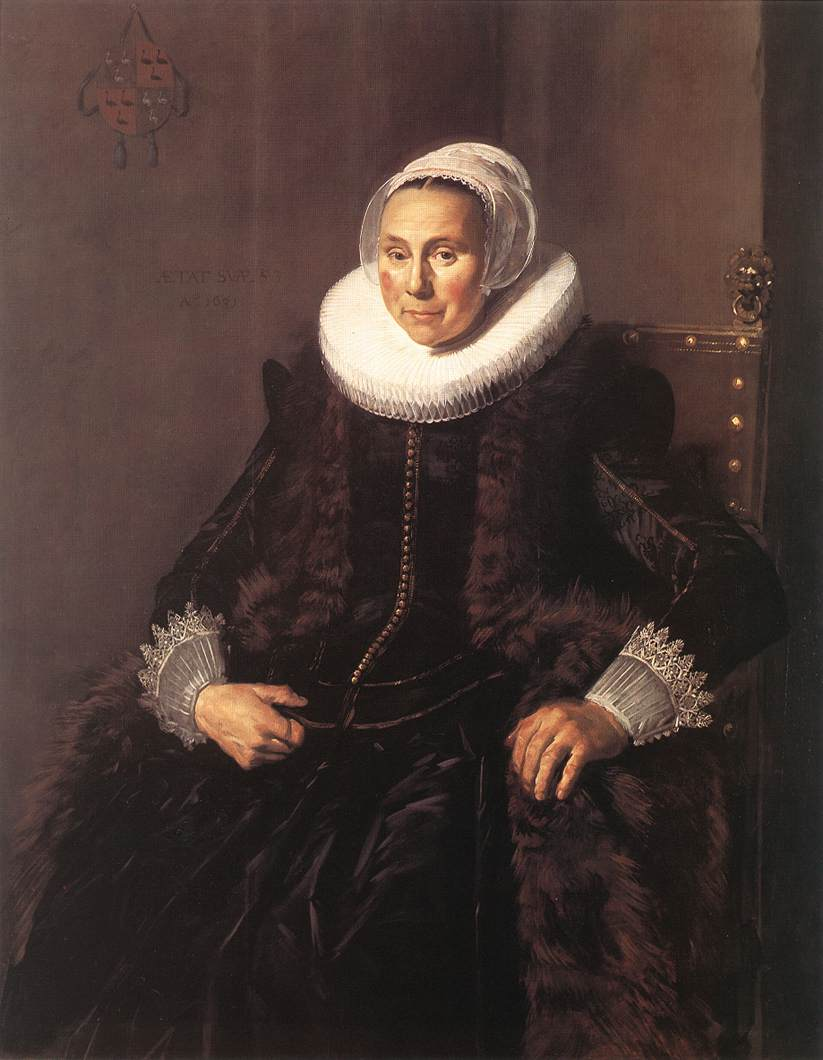
Cornelia Claesdr Voogt, Nicolaes' vrouw
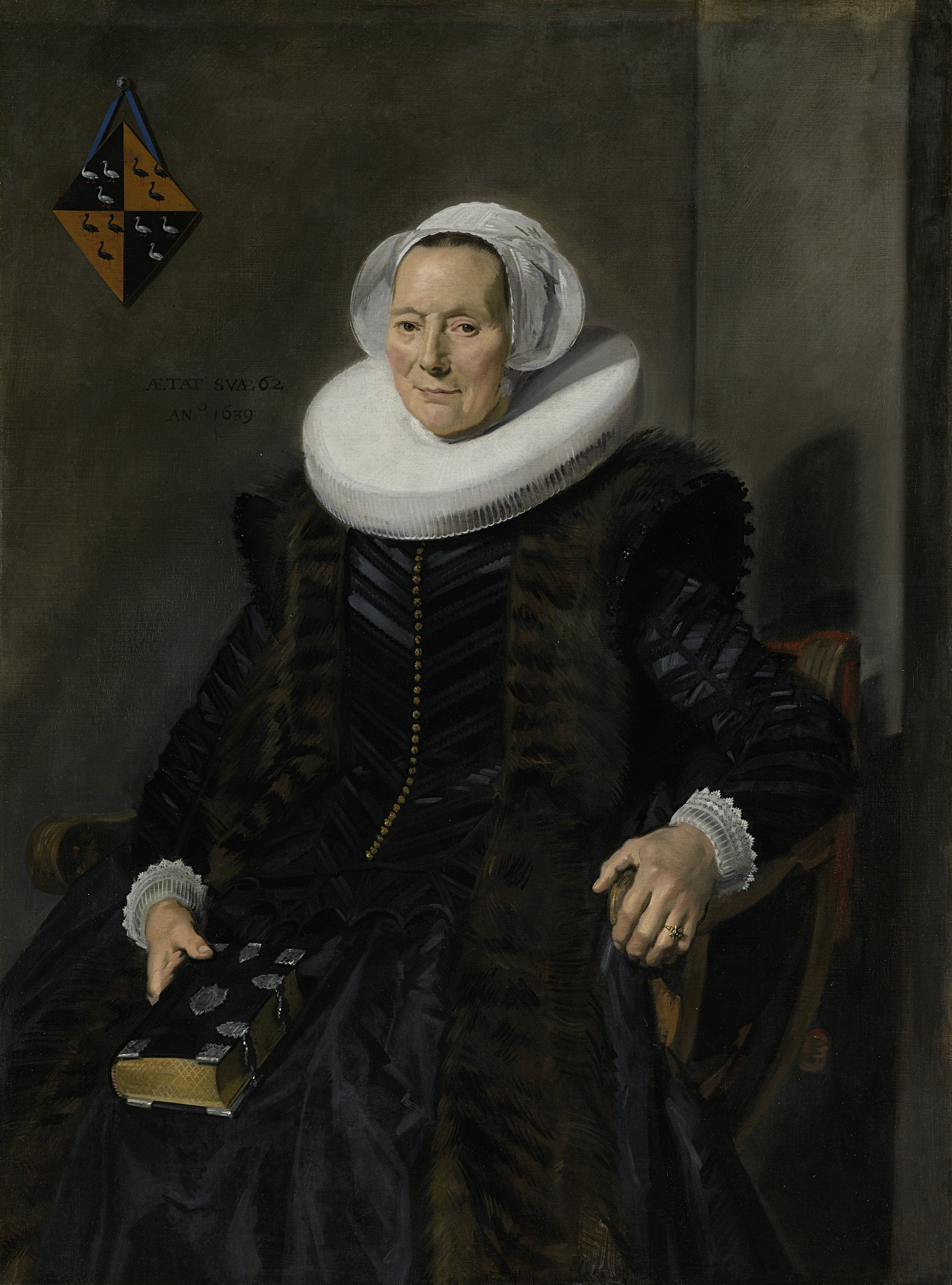
Maritge Claesdr Voogt, echtgenote van Pieter Olycan